# Acer (empresa)
Acer Incorporated, ou simplesmente Acer (anteriormente estilizada como acer) (em chinês tradicional: 宏碁股份有限公司), é uma empresa sediada em Nova Taipé, Taiwan. Inaugurada no ano de 2000, é a primeira empresa taiwanesa a se tornar uma multinacional e a terceira maior fabricante de PCs do planeta. Ela detém o segundo maior computer retail chain em Taiwan, Acerland, perdendo apenas para a ASUS. Dentre os produtos oferecidos pela Acer, temos computadores de mesa (desktops), computadores móveis (laptops), servidores, periféricos de armazenamento de dados, displays e soluções em e-business para governos, educadores e usuários domésticos.

## História

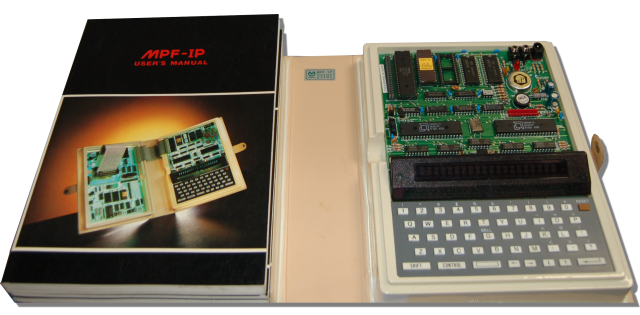
Micro-Professor MPF-I de 1981.

A empresa Multitech, fundada por Stan Shih (施振榮), sua esposa Carolyn Yeh e um grupo de outras cinco pessoas, em 1976, teve seu nome alterado para Acer em 1987. No início, eram onze funcionários e um capital de U$25.000,00. A empresa era, antes de mais nada, uma distribuidora de peças eletrônicas e uma consultoria no uso da tecnologia de microprocessadores. Em 2000, Acer descontinuou a unidade de fabricação (como a Wistron Corporation) para se concentrar somente nas suas marcas comerciais. Ao decidir apoiar as vendas de sua linha de produtos através de atividades específicas de marketing que melhor utilizam os canais de distribuição, a Acer cresceu mundialmente enquanto mais mão de obra foi sendo contratada. Em 2002, o grupo Acer empregou 39.000 pessoas para contribuir com lojas e distribuidoras em mais de 100 países. O investimento alcançou os 12,9 bilhões de dólares naquele ano. Em 1999, a Acer empregou 7.800 pessoas em todo o mundo, mantendo uma rede mundial de vendas e serviços. As receitas foram de US$4.9 bilhões em 2003 e US$11.31 bilhões em 2006. A participação no mercado norte-americano caiu nos últimos anos, enquanto no mercado europeu cresceu. Muito desse sucesso na Europa deve-se na recente associação com a equipe de Fórmula 1 Ferrari. 
A sede se localiza na cidade de Nova Taipé, em Taiwan.
A Acer é, atualmente, a 3ª maior empresa mundial entre as fabricantes de PCs, tendo recentemente sido ultrapassada pela Lenovo neste ranking.
O Acer que atualmente mais vendido é o Acer Aspire V5, devido ao seu bom desempenho.

## Operações

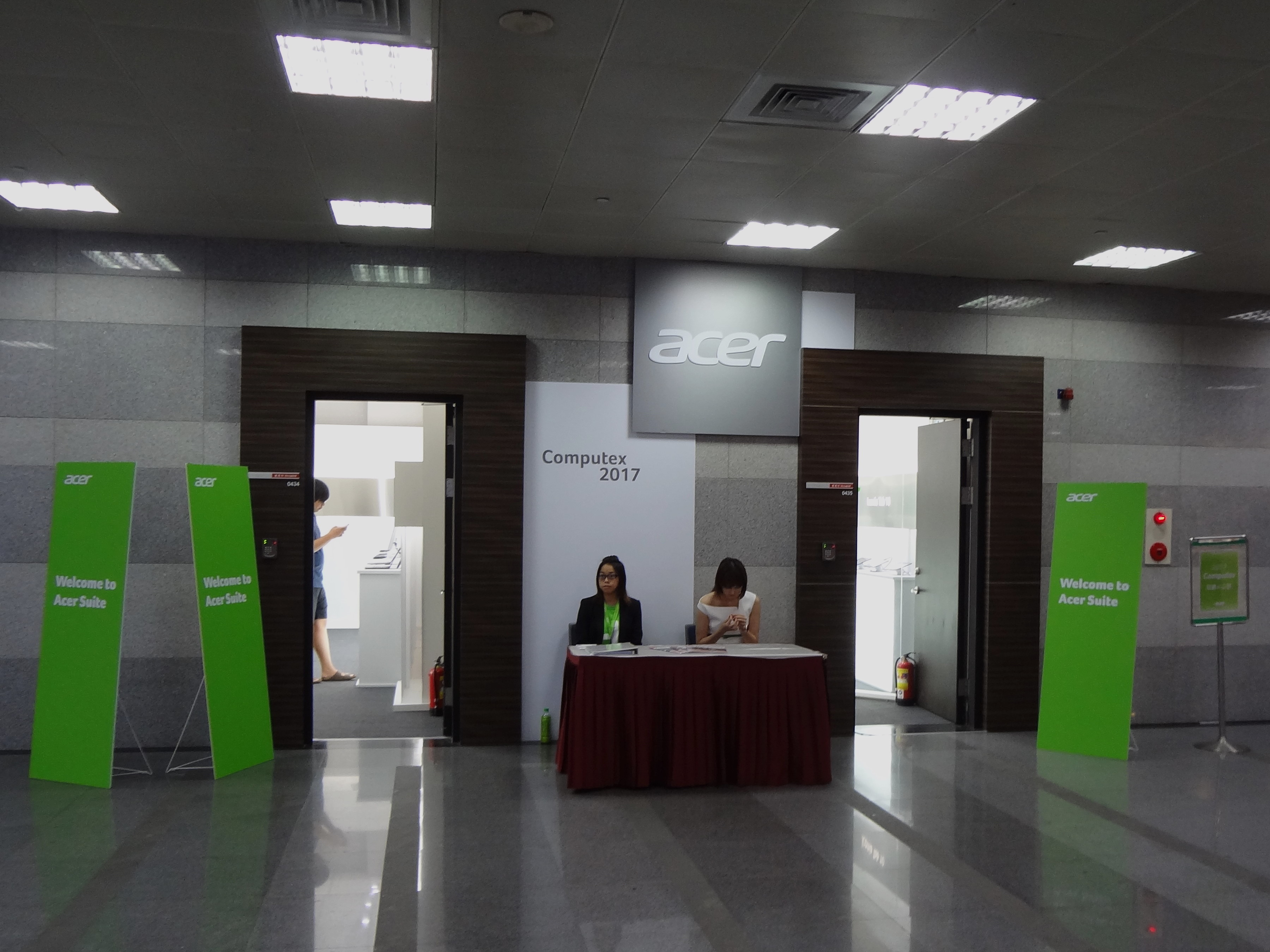
Hall de entrada da Acer Suíte

### Brasil
A Acer encerrou a fabricação de equipamentos no país em meados de 1997 por motivos operacionais mas voltou ao Brasil em 2009. 15 anos após a sua saída a empresa fechou um acordo com a distribuidora de produtos e soluções de tecnologia, a americana Ingram Micro, líder nesse tipo de negócio no mercado brasileiro e voltou a se instalar no país fabricando Notebooks, Ultrabooks, Tablets, All-in-ones, Monitores e Projetores, tendo os seus equipamentos a venda nos principais varejistas.
Com a nova estratégia a taiwanesa terminou o ano de 2011 como líder nas vendas de notebooks no Brasil pelo segundo ano consecutivo, de acordo com o levantamento feito pela consultoria Gartner. A pesquisa aponta quase 1,2 milhão de unidades vendidas pela empresa, que obteve 13,6% de market share. Na América Latina, onde é vice-líder nas vendas, foram 2,7 milhões de unidades comercializadas.
Em abril de 2012 a taiwanesa inaugurou uma Central de suporte técnico no país via e-mail e telefone,
O responsável pela empresa no país é o gerente geral da Acer nos EUA, Mark Hill.

### Austrália
A subsidiária australiana da Acer é a Acer Computer Austrália (ACA). A ACA nasceu em 1997, e é, atualmente, a terceira maior vendedora de PCs do país, perdendo apenas para as subsidiárias da Hewlett-Packard e da Dell.

### Índia
A subsidiária indiana da Acer é a Acer Índia, que além de ser a maior no mercado de desktops e notebooks, é líder de vendas em segmentos chave como o de educação. A sede da Acer Índia fica na cidade de Bangalore.

### Europa, Oriente Médio e África
A Acer é líder no setor de notebooks na região que compreende Europa, Oriente Médio e África, detendo 18% do market share na região no primeiro trimestre de 2005. Confirmando sua liderança no mercado de notebooks da EMEA (sigla para Europe, Middle-East and Africa), em 2005, a Acer alcançou o primeiro lugar em 13 países: Itália, Espanha, Áustria, Holanda, Suíça, República Checa, Rússia, Portugal, Bélgica, Dinamarca, Polônia, Hungria e Eslováquia. A Europa foi o maior mercado da companhia no ano de 2005.

### América do Norte
A Acer America Corporation, com sede na cidade de San Jose, Estado da Califórnia, é membro do grupo Acer. As atividades de pesquisa e desenvolvimento, engenharia, manufacturing e operações de marketing nos Estados Unidos e no Canadá são desenvolvidas pela Acer America Corporation. Em setembro de 1990, a Acer adquiriu a Altos Computer Systems, uma das maiores fabricantes de multi-funcionais e sistemas de rede UNIX para mercados comerciais. Em fevereiro de 1997, a Acer adquiriu a Texas Instruments® Mobile Computing Business, incluindo as premiadas séries de notebook TravelMate e Extensa, fazendo da Acer a quarta fabricante de notebooks nos Estados Unidos. O escritório da Acer no Canadá, em Mississauga, Ontario, controla as vendas, marketing, fabricação e atendimentos ao consumidor no Canadá.
Em 27 de agosto de 2007, a Acer anunciou a compra da Gateway, quarta maior fabricantes de PCs do Estados Unidos, por 710 milhões de dólares.
Em 2008 a Acer comprou a Packard Bell.

## Produtos
- Computadores de mesa (desktops):
  - Série Aspire

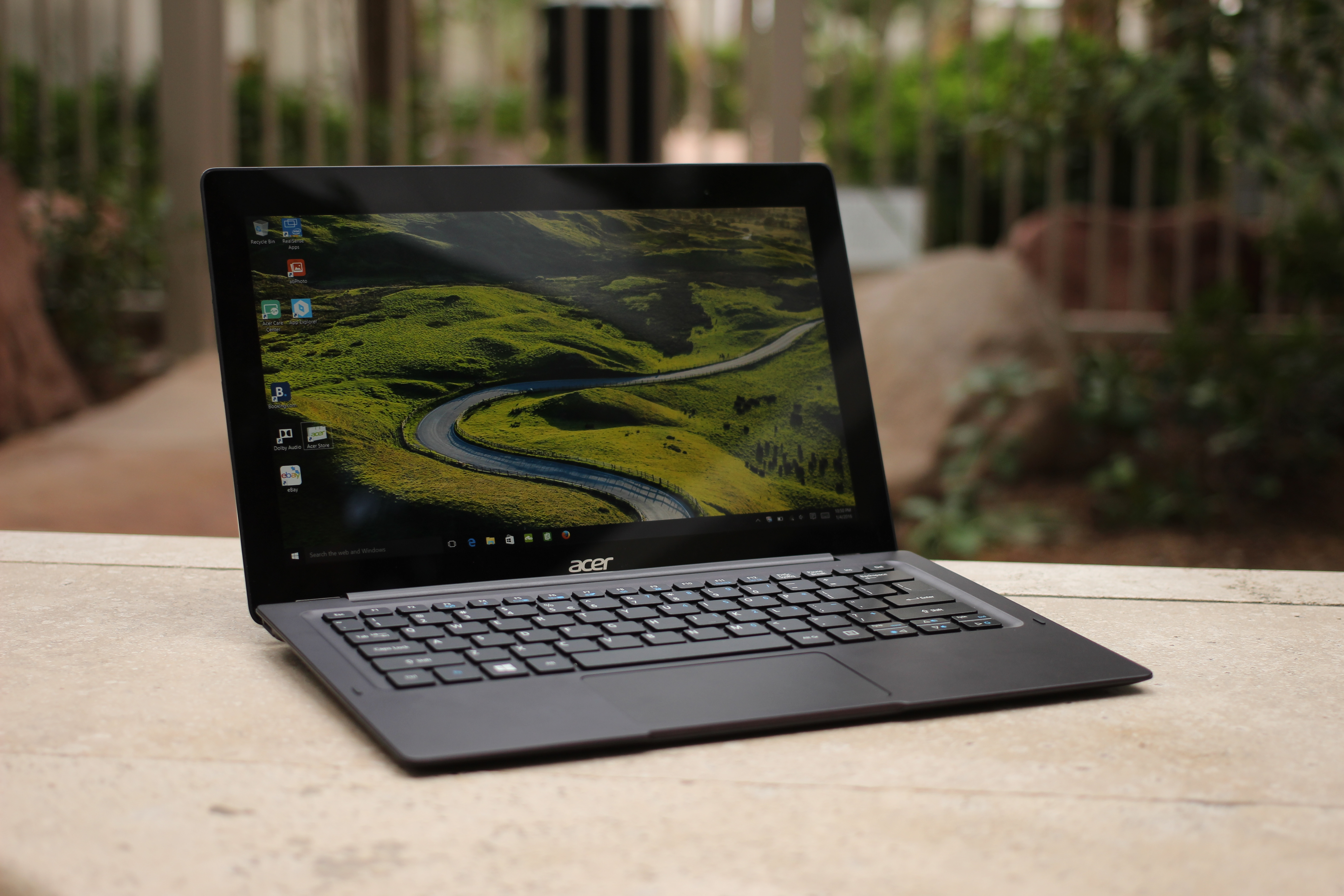
Laptop da série Acer Aspire.

- Computadores portáteis (Notebooks):
  - Série TravelMate
  - Série Tablet PC
  - A série Aspire de notebooks é uma das maiores séries da Acer. As especificações são diferentes para cada modelo.
  - Série Extensa
  - Série Ferrari
  - Série Nitro
- PDA's:
  - S Series of Palm OS PDAs
  - N Series
- Navigation systems:
  - Acer e300 series Travel Companion,[5] with Destinator and NAVTEQ maps.
- Server & Storage:
  - Altos series
- Workstations:
  - PICA
- Monitors.
- Digital Cameras.
- LCD Televisions.
- E-MACHINE

## Esportes
Em 2001, a Acer decidiu patrocinar uma equipe da Fórmula 1, a Prost Grand Prix, que naquele ano passou a utilizar os motores da Ferrari, os quais foram rebatizados para Acer.
No dia 19 de março de 2007, a Acer anunciou patrocínio a equipe Fiat Yamaha para a temporada 2007 de MotoGP.